# 闸口水库
闸口水库是中国广西壮族自治区北海市合浦县境内的一座水库，位于闸利江上，建于1958年。水库正常库容为501万立方米，集雨面积为54平方千米，海拔为16.45米。